# ヤマハ・XS650
ヤマハ・XS650（エックスエスろっぴゃくごじゅう）は、かつてヤマハ発動機が製造販売していたオートバイである。
ここではその後継モデルであるTX650、XS650スペシャルについても述べる。また同じXSシリーズであるXS250、360、400、750、1100はここでは扱わない。

## 概要
1969年当時東名高速道路の開通などにより、オートバイは大排気量・高速化の傾向があり、海外ではトライアンフ・ボンネビル、BSA、国内ではスズキ・T500、カワサキ・W、ホンダ・ドリームCB750FOURなどの大排気量車が人気を博していた。この市場の流れに対応すべく、ヤマハが開発したのがXS650シリーズの最初のモデルであるスポーツ650XS1であった。トライアンフ・ボンネビルを参考にしたとされ、スリムでコンパクトな車体や軽快なフィーリング、手頃な価格などを目標とした。また、警視庁の白バイとして採用されたこともあった。

## 特徴

### エンジン
スポーツ650XS1からXS650-Eまで用いられたS650はヤマハが初めて開発したオートバイ用4サイクルエンジンである。元々は2サイクルエンジンのみを製造していたヤマハであったが、トヨタ自動車と共同でトヨタ・2000GT、トヨタ・7のエンジンを設計した縁もあり、トヨタのアドバイスを受けながら4ストロークエンジンの開発を進めた。型式はOHC空冷直立2気筒エンジンで、クランク位相は360°である。カウンターウェイト等がついていないため振動は大きく、対策として車体の多くの箇所にラバーマウントが多用されることとなった。出力特性は大きな谷などは無く、リニアな特性となっている。TX650以降は原動機型式を447としている。また、点火系統はXS650スペシャルまではポイント点火を採用しており、機械式自動進角装置を備えている。

### キャブレター
キャブレターはミクニのソレックス型ツインCVキャブレター、BS38が採用されている。ボア径は38mmだがTX650のIII型以降はBS34に変更され34mmとなっている。同じ名称でもモデルによって微妙な差異がある。

## モデル一覧

### スポーツ650XS1
1970年3月1日発売。1969年の東京モーターショーにて発表されたXSシリーズ最初のモデル。車両型式256。カラーバリエーションはキャンディーグリーンのみ。当時の新車価格は33万8千円。デザイン面においてはGKデザイン(現・GKダイナミックス)の石山篤が担当し、その流麗なスタイルは現在においても定評がある。発売当初からオイル漏れなどのトラブルに悩まされ、仕様変更は2500回以上にのぼったとされる。そのため同じ車名でも製造された時期によって部品などの違いがある。650XS1は7000台ほどが生産され、発売されてから数ヶ月たらずで後述のマイナーチェンジモデルであるXS650に移行した。

### XS650
1970年9月発売。650XS-1のマイナーチェンジモデル。カラーバリエーションはキャンディーオレンジ。フューエルタンクのラインのデザイン、タンクバッジを赤色から黒へ、スロットルワイヤーの取り出し角度、フロントフォークをアウタースプリング方式からインナースプリング方式へ、フォークブーツを撤去、エンジンの圧縮比が8.8:1から8.7:1へ引き下げられるなどの変更が行われた。0〜400m加速は13秒、最大登坂能力は26°としている。

### XS650-E
1971年8月発売。XS650のマイナーチェンジモデル。車両型式306。カラーバリエーションはブリリアントレッド、パールイエローゴールド。当時の新車価格は35万5千円。フューエルタンクのラインのデザイン、リアサスペンションをカバー付きからカバー無しの物へ、リアステー・フロントフェンダーステーの形状、フロントの制動装置をドラムブレーキから対向シングルポットディスクブレーキへ、デコンプ機能付きセルモーターを搭載するなどの変更が行われた。セル始動の追加に伴いバッテリー容量がこれまでの5.5Ahから12Ahへ、エンジン左前方のロッカーアームカバーの形状が3本のボルトで留められた丸みを帯びた三角形から4本のボルトで留められた四角形で中央からケーブルの伸びたものへ変更された。

### TX650
- TX650 - 1973年12月発売。車両型式447。XS650-Eからのフルチェンジモデル。エンジン型式も447へ変更された。カラーバリエーションはシナモンブラウンのみ。その他タンクをティアドロップ型へ(容量も15Lへ増大)、サイドカバーの"XS-650"のエンブレムが"OHC650"のシールへ、サイドモール撤去、インパネ周辺・灯火類の形状、マフラーの形状及び角度、デコンプ併用のレバー式セルからボタン式セルへ、フレーム剛性の向上などの変更が行われた。セル始動の方式が変わったため、このモデル以降のエンジン左前方のロッカーアームカバーはケーブルの無い四角形のものに変更された。1975年1月にサイドスタンド改良などのマイナーチェンジが行われている。[5]前期型と後期型が存在しており、トリップメーターの配置位置などが微妙に異なっている。
- TX650(II) - 1975年10月発売。車両型式584。カラーバリエーションはセイジブラウン、スターブラック。ブローバイガス還元装置搭載などの変更を加えたマイナーチェンジモデル。
- TX650(III) - 1977年3月発売。車両型式1T3。カラーバリエーションはマキシマルーン、インディゴブルー。ディスクブレーキポットが対向式から片押し式へ、フロントフォーク変更に伴いフォークオイルレベルも変更された。その他シート、タンクキャップ・インパネ形状の変更を加えたマイナーチェンジモデル。
- TX650(最終型) - 1980年1月発売。車両型式4E3。カラーバリエーションはブラックレッドのみ。フルトランジスタ点火装置、ICレギュレータ、オイルレベル点検窓の追加や騒音対策などが行われたマイナーチェンジモデル。

### XS650スペシャル
1978年発売。車両型式2M1。カラーバリエーションはニューミッドナイトブルー、ビンテージバーガンディ。和製アメリカンブームの先駆けとなった車両で、XSシリーズの中では生産数が多い部類に入る。TX650をベースに段付きシートやチョッパーハンドルなどの外装を備えアメリカン風に仕立てあげたモデル。リアタイヤも18インチから16インチへ、エキゾーストパイプの形状も変更されマフラーはメガホン型になった。1979年5月にはマイナーチェンジを受け車両型式が3G5へ、キャストホイール・チューブレスタイヤ・フルトランジスタ点火装置の採用、キャブレターのボア径を38mmから34mmへ変更されるなどした。1980年3月に更にマイナーチェンジを行い車両型式を4E4へ変更。カラーバリエーションはブラックレッド、レガートマルーン。オイル点検窓の追加やグラブバー・シート等の形状の変更が行われた。これが国内でのXS650シリーズの最終型となった。

### 輸出モデル
国内ではCB750Fourの登場などによって多気筒・ナナハン(750ccの意)などがトレンドとなっており販売が振るわなかったため、アメリカなどの海外の方がカラーバリエーションやラインナップ等が豊富な傾向にある。輸出に際しては国内モデルと名称、各パーツやカラーラインナップ等が変更されている。外見上ではヘッドライトカバー上部の速度警告灯、タンデムベルト、メインキーのパーキング位置が無いこと、フロントウィンカーがフロントフォークのトップに取り付けられていること、ハンドルグリップに樽状のものが使われていること、リアウィンカーのレンズと反射板が赤色であること、テールランプの形状が楕円形をしていること、メーターがマイル表示であることなどから見分けが付く(一部モデルでは国内と同仕様になっている為判別できない場合もある)。ここでの生産期間は日本の販売期間とは必ずしも一致しないので注意されたし。
| 車両名                     | 車両型式 | 車体 番号                 | 生産期間               | 乾燥 重量 | タンク 容量 | カラー                                                    | 備考 |
| -------------------------- | -------- | ------------------------- | ---------------------- | --------- | ----------- | --------------------------------------------------------- | --- |
| XS 1                       | 256      | S650-000101～ S650-006686 | 1969年10月 ～1970年7月 | 185 kg    | 12.5 L      | キャンディグリーン                                        | 69年末頃に工場生産されたものは全てアメリカ市場向けで、発売当初国内生産分の半数から7割強が輸出されていたとされる。国内仕様でいう650XS1。 |
| XS 1 B                     | 256      | S650-007101～S650-25383   | 1970年8月 ～1971年7月  | 185 kg    | 12.5 L      | キャンディオレンジ                                        | アメリカに向けて発売されたモデル。国内仕様でいうXS650。 |
| XS 1 F                     | 256      | S650-007101～S650-25383   | 1970年8月 ～1971年7月  | 185 kg    | 12.5 L      | キャンディオレンジ                                        | 欧州やカナダ、オーストラリア等に向けて発売されたモデル。一部保安部品が国内モデルと同仕様になっている。国内仕様でいうXS650。 |
| XS 2                       | 306      | S 650-100101              | 1971年8月 ～1972年7月  | 194 kg    | 12.5 L      | ブリリアントレッド(赤地に白ライン) パールイエローゴールド | 国内仕様でいうXS650-E。 |
| Police (XS 1/1F/2)         | ***      | S650-******               | 1970年～1973年         | 199 kg    | 12.5 L      | ヤマハブラック ホワイト                                   | 日本、オーストラリア、イラン警察仕様。日本仕様は白塗装にヘッドライト一体型のメーター、前後バンパー、シングルシート、赤色灯、サイレンを装備。タンクラインとリヤフェンターステー、フロントウィンカー位置変更が施されている。イラン警察仕様は黒塗装に大型ウィンドスクリーンを備えている以外は日本仕様とほぼ同様で240台が納入された。また、ロンドンにおいて白バイ仕様のXS2が確認されている。 |
| TX 650                     | 366      | S 650-200101              | 1972年8月～1973年7月   | 195 kg    | 14.0 L      | メタリックフレークブルー パールイエローゴールド           | 車両型式366(アメリカ、カナダ、オーストラリア等)及び車両型式476(ドイツを除く欧州)。サイドカバーやタンクのデザインがTX750のI型と同様の形状に変更された。また、TXの名を冠しているがセルはXS-2と同じレバー式である。国内仕様には該当する型式が存在しないが、XS650-Eが近い。 |
| TX 650                     | 476      | 476-200101                | 1972年8月～ 1973年7月  | 195 kg    | 14.0 L      | メタリックフレークブルー パールイエローゴールド           | 車両型式366(アメリカ、カナダ、オーストラリア等)及び車両型式476(ドイツを除く欧州)。サイドカバーやタンクのデザインがTX750のI型と同様の形状に変更された。また、TXの名を冠しているがセルはXS-2と同じレバー式である。国内仕様には該当する型式が存在しないが、XS650-Eが近い。 |
| TX 650 A                   | 447      | 447-000101                | 1973年8月～ 1974年7月  | 212 kg    | 15.0 L      | シナモンブラウン ベガスグリーン                           | 車両型式447(アメリカ、カナダ)。国内仕様のものとはフューエルタンクのラインのデザインが異なる。国内仕様でいうTX650。 |
| XS 650 B                   | 447      | 447-100101                | 1974年8月～ 1975年7月  | 212 kg    | 15.0 L      | スパニッシュバーガンディメタリック スターブラック         | 車両型式447(アメリカ)、533(欧州)。国内仕様でいうTX650シリーズにあたる。 |
| XS 650 B                   | 533      | 447-500101                | 1974年8月～ 1975年7月  | 212 kg    | 15.0 L      | スパニッシュバーガンディメタリック スターブラック         | 車両型式447(アメリカ)、533(欧州)。国内仕様でいうTX650シリーズにあたる。 |
| XS 650 C                   | 584      | 447-200101                | 1975年8月～ 1976年7月  | 212 kg    | 15.0 L      | ブリリアントレッド フレンチブルー                         | 車両型式584(アメリカ)、1E1(欧州)、1H1(フランス)。国内仕様でいうTX650(584)シリーズにあたる。 |
| XS 650 C                   | 1E1      | 447-300101                | 1975年8月～ 1976年7月  | 212 kg    | 15.0 L      | ブリリアントレッド シルバーダスト スターブラック          | 車両型式584(アメリカ)、1E1(欧州)、1H1(フランス)。国内仕様でいうTX650(584)シリーズにあたる。 |
| XS 650 C                   | 1H1      | 1H1-000101                | 1975年8月～ 1976年7月  | 212 kg    | 15.0 L      | ブリリアントレッド シルバーダスト スターブラック          | 車両型式584(アメリカ)、1E1(欧州)、1H1(フランス)。国内仕様でいうTX650(584)シリーズにあたる。 |
| XS 650 D                   | 1T3      | 447-700101                | 1976年8月～ 1977年7月  | 212 kg    | 15.0 L      | バウンティフルブルー マキシマルーン                       | 車両型式1T3(アメリカ、カナダ)、1U3(欧州)、1V2(フランス)。国内仕様でいうTX650(1T3)シリーズにあたる。 |
| XS 650 D                   | 1T3      | 447-400101                | 1976年8月～ 1977年7月  | 212 kg    | 15.0 L      | バウンティフルブルー マキシマルーン                       | 車両型式1T3(アメリカ、カナダ)、1U3(欧州)、1V2(フランス)。国内仕様でいうTX650(1T3)シリーズにあたる。 |
| XS 650 D                   | 1U3      | 447-600101                | 1976年8月～ 1977年7月  | 217 kg    | 15.0 L      | バウンティフルブルー クリスタルシルバー                   | 車両型式1T3(アメリカ、カナダ)、1U3(欧州)、1V2(フランス)。国内仕様でいうTX650(1T3)シリーズにあたる。 |
| XS 650 D                   | 1V2      | 1H1-100101                | 1976年8月～ 1977年7月  | 217 kg    | 15.0 L      | バウンティフルブルー クリスタルシルバー                   | 車両型式1T3(アメリカ、カナダ)、1U3(欧州)、1V2(フランス)。国内仕様でいうTX650(1T3)シリーズにあたる。 |
| XS 650 E                   | 2F0      | 2F0-000101                | 1977年8月～ 1978年7月  | 212 kg    | 15.0 L      | スターブラック スプルースグリーンメタリック               | 車両型式2F0(アメリカ)、2G6(カナダ、オーストラリア、中東)、1U3(欧州)、1V2(フランス)。国内に同名の車両があるが関係は無く、国内仕様でいうTX650シリーズにあたる。 |
| XS 650 E                   | 2G6      | 447-800101                | 1977年8月～ 1978年7月  | 212 kg    | 15.0 L      | スターブラック スプルースグリーンメタリック               | 車両型式2F0(アメリカ)、2G6(カナダ、オーストラリア、中東)、1U3(欧州)、1V2(フランス)。国内に同名の車両があるが関係は無く、国内仕様でいうTX650シリーズにあたる。 |
| XS 650 E                   | 1U3      | 447-850101                | 1977年8月～ 1978年7月  | 217 kg    | 15.0 L      | ヤマハブラック ビンテージバーガンディ                     | 車両型式2F0(アメリカ)、2G6(カナダ、オーストラリア、中東)、1U3(欧州)、1V2(フランス)。国内に同名の車両があるが関係は無く、国内仕様でいうTX650シリーズにあたる。 |
| XS 650 E                   | 1V2      | 1H1-200101                | 1977年8月～ 1978年7月  | 217 kg    | 15.0 L      | ヤマハブラック ビンテージバーガンディ                     | 車両型式2F0(アメリカ)、2G6(カナダ、オーストラリア、中東)、1U3(欧州)、1V2(フランス)。国内に同名の車両があるが関係は無く、国内仕様でいうTX650シリーズにあたる。 |
| XS 650 SE Special          | 2M0      | 2F0-100101                | 1977年8月～ 1978年7月  | 210 kg    | 11.5 L      | ビンテージバーガンディ ニューミッドナイトブルー           | 車両型式2M0(アメリカ)、2M1(カナダ)、2Y8(フランス)。2M0のみBS38キャブレターを装着。国内仕様でいうXS650スペシャルシリーズ(2M1)にあたる。 |
| XS 650 SE Special          | 2M1      | 447-900101                | 1977年8月～ 1978年7月  | 210 kg    | 11.5 L      | ビンテージバーガンディ ニューミッドナイトブルー           | 車両型式2M0(アメリカ)、2M1(カナダ)、2Y8(フランス)。2M0のみBS38キャブレターを装着。国内仕様でいうXS650スペシャルシリーズ(2M1)にあたる。 |
| XS 650 SE Special          | 2Y8      | 2Y8-000101                | 1977年8月～ 1978年7月  | 210 kg    | 11.5 L      | ビンテージバーガンディ ニューミッドナイトブルー           | 車両型式2M0(アメリカ)、2M1(カナダ)、2Y8(フランス)。2M0のみBS38キャブレターを装着。国内仕様でいうXS650スペシャルシリーズ(2M1)にあたる。 |
| XS 650 E Special           | 3N0      | 2F0-250101                | 1977年8月～ 1978年7月  | 210 kg    | 11.5 L      | ニューヤマハブラック                                      | 車両型式3N0(アメリカ)、3N1(カナダ)。XS650SEと同時発売。国内仕様でいうXS650スペシャルシリーズにあたる。 |
| XS 650 E Special           | 3N1      | 447-860101                | 1977年8月～ 1978年7月  | 210 kg    | 11.5 L      | ニューヤマハブラック                                      | 車両型式3N0(アメリカ)、3N1(カナダ)。XS650SEと同時発売。国内仕様でいうXS650スペシャルシリーズにあたる。 |
| XS 650 F                   | 2F0      | 2F0–020101                | 1978年8月～ 1979年7月  | 212 kg    | 15.0 L      | コバルトブルー マキシマルーン                             | 車両型式2F0(アメリカ)、26(カナダ、オーストラリア、中東)、1U3(欧州)、1V2(フランス)。国内仕様でいうTX650シリーズにあたる。 |
| XS 650 F                   | 2G6      | 447-855101                | 1978年8月～ 1979年7月  | 212 kg    | 15.0 L      | スターブラック スプルースグリーンメタリック               | 車両型式2F0(アメリカ)、26(カナダ、オーストラリア、中東)、1U3(欧州)、1V2(フランス)。国内仕様でいうTX650シリーズにあたる。 |
| XS 650 F                   | 1U3      | 447-855101                | 1978年8月～ 1979年7月  | 217 kg    | 15.0 L      | ヤマハブラック マキシマルーン                             | 車両型式2F0(アメリカ)、26(カナダ、オーストラリア、中東)、1U3(欧州)、1V2(フランス)。国内仕様でいうTX650シリーズにあたる。 |
| XS 650 F                   | 1V2      | 1H1-300101                | 1978年8月～ 1979年7月  | 217 kg    | 15.0 L      | ヤマハブラック マキシマルーン                             | 車両型式2F0(アメリカ)、26(カナダ、オーストラリア、中東)、1U3(欧州)、1V2(フランス)。国内仕様でいうTX650シリーズにあたる。 |
| XS 650 SF Special          | 2M0      | 2F0-150101                | 1977年8月～ 1978年7月  | 210 kg    | 11.5 L      | カーマインレッド ブラックゴールド                         | 車両型式2M0(アメリカ)、2M1(カナダ)、3L1(欧州)。国内仕様でいうXS650スペシャルシリーズにあたる。 |
| XS 650 SF Special          | 2M1      | 447-910101                | 1977年8月～ 1978年7月  | 210 kg    | 11.5 L      | カーマインレッド ブラックゴールド                         | 車両型式2M0(アメリカ)、2M1(カナダ)、3L1(欧州)。国内仕様でいうXS650スペシャルシリーズにあたる。 |
| XS 650 SF Special          | 3L1      | 3L1-000101                | 1977年8月～ 1978年7月  | 210 kg    | 11.5 L      | ブラックゴールド                                          | 車両型式2M0(アメリカ)、2M1(カナダ)、3L1(欧州)。国内仕様でいうXS650スペシャルシリーズにあたる。 |
| XS 650 G Special           | 3G0      | 3G0-000101                | 1978年8月～ 1979年7月  | 210 kg    | 11.5 L      | ブラックゴールド                                          | 車両型式3G0(アメリカ)。ヘッドランプカバーがクロームメッキされていない。後述のXS650SGの廉価版。国内仕様でいうXS650スペシャルシリーズにあたる。 |
| XS 650 SG Special          | 3G1      | 3G5-000101                | 1979年8月～ 1980年7月  | 210 kg    | 11.5 L      | ニューヤマハブラック カーディナルレッド                   | 車両型式3G1(アメリカ)、3U6(カナダ)、3W6(オーストラリア)。国内仕様でいうXS650スペシャルシリーズ(3G5)にあたる。 |
| XS 650 SG Special          | 3U6      | 3U6-000101                | 1979年8月～ 1980年7月  | 210 kg    | 11.5 L      | ニューヤマハブラック カーディナルレッド                   | 車両型式3G1(アメリカ)、3U6(カナダ)、3W6(オーストラリア)。国内仕様でいうXS650スペシャルシリーズ(3G5)にあたる。 |
| XS 650 SG Special          | 3W6      | 3W6-000101                | 1979年8月～ 1980年7月  | 210 kg    | 11.5 L      | カーディナルレッド                                        | 車両型式3G1(アメリカ)、3U6(カナダ)、3W6(オーストラリア)。国内仕様でいうXS650スペシャルシリーズ(3G5)にあたる。 |
| XS 650 US Custom           | 4G7      | 3L1-020101                | 1979年8月～ 1980年7月  | 210 kg    | 11.5 L      | ニューヤマハブラック ニュールビーレッド                   | 車両型式47(ヨーロッパ)、5E6(マイナーチェンジ版)。前述のXS650SGのヨーロッパ仕様。 |
| XS 650 US Custom           | 5E6      | 3L1-040101                | 1980年8月～ 1981年7月  | 210 kg    | 11.5 L      | ニューヤマハブラック サファイアブルー                     | 車両型式47(ヨーロッパ)、5E6(マイナーチェンジ版)。前述のXS650SGのヨーロッパ仕様。 |
| Police XS 650              | 1E5      | 1E5-000101                | 1977年8月～ 1979年2月  | 216 kg    | 15.0 L      | ヤマハブラック ホワイト                                   | 日本、オーストラリア、イラン、ポルトガル、アフリカ警察仕様。 |
| XS 650 H Special           | 4N9      | 4N9-000101                | 1980年8月～ 1981年7月  | 208 kg    | 11.5 L      | インディゴブルー ニュールビーレッド                       | 車両型式4N9(アメリカ)。後述のXS650SHの廉価版。国内仕様でいうXS650スペシャルシリーズにあたる。 |
| XS 650 SH Special          | 4M4      | 4M4-000101                | 1980年8月～ 1981年7月  | 208 kg    | 11.5 L      | ヤマハブラック フロストシルバー                           | 車両型式4M4(アメリカ)、4T6(カナダ)、5A9(オーストラリア)。カラーバリエーションはニューヤマハブラック、フロストシルバー。国内仕様でいうXS650スペシャル(4E4)にあたる。 |
| XS 650 SH Special          | 4T6      | 4T6-000101                | 1980年8月～ 1981年7月  | 208 kg    | 11.5 L      | ヤマハブラック フロストシルバー                           | 車両型式4M4(アメリカ)、4T6(カナダ)、5A9(オーストラリア)。カラーバリエーションはニューヤマハブラック、フロストシルバー。国内仕様でいうXS650スペシャル(4E4)にあたる。 |
| XS 650 SH Special          | 5A9      | 5A9-000101                | 1980年8月～ 1981年7月  | 208 kg    | 11.5 L      | フロストシルバー                                          | 車両型式4M4(アメリカ)、4T6(カナダ)、5A9(オーストラリア)。カラーバリエーションはニューヤマハブラック、フロストシルバー。国内仕様でいうXS650スペシャル(4E4)にあたる。 |
| XS 650 G/H                 | 1U3      | 447-450101                | 1979年8月～ 1981年7月  | 217 kg    | 15.0 L      | カーディナルレッド                                        | 車両型式1U3(欧州)、1V2(フランス)。国内仕様でいうTX650シリーズにあたる。 |
| XS 650 G/H                 | 1V2      | 1H1-310101                | 1979年8月～ 1981年7月  | 217 kg    | 15.0 L      | カーディナルレッド                                        | 車両型式1U3(欧州)、1V2(フランス)。国内仕様でいうTX650シリーズにあたる。 |
| XS 650 J                   | 1U3      | 447-460101                | 1981年8月～ 1982年7月  | 217 kg    | 15.0 L      | ブリリアントレッド                                        | 車両型式1U3(欧州)、1V2(フランス)。国内仕様でいうTX650シリーズにあたる。 |
| XS 650 J                   | 1V2      | 1H1-315101                | 1981年8月～ 1982年7月  | 217 kg    | 15.0 L      | ブリリアントレッド                                        | 車両型式1U3(欧州)、1V2(フランス)。国内仕様でいうTX650シリーズにあたる。 |
| XS 650 J Heritage Special  | 5V4      | 5V4-000101                | 1981年8月～ 1982年7月  | 210 kg    | 11.5 L      | ニューヤマハブラック                                      | 車両型式5V4(アメリカ、カナダ)。スポークホイール仕様。国内仕様でいうXS650スペシャルシリーズにあたる。 |
| XS 650 K Heritage Special  | 5V4      | 5V4-000101                | 1982年8月～ 1983年7月  | 210 kg    | 11.5 L      | ニューヤマハブラック ニュールビーレッド                   | 車両型式5V4(アメリカ、カナダ)。スポークホイール仕様。国内仕様でいうXS650スペシャルシリーズにあたる。 |
| XS 650 SJ Heritage Special | 5V5      | 5V5-000101                | 1981年8月～ 1982年7月  | 210 kg    | 11.5 L      | ニューヤマハブラック ニュールビーレッド                   | 車両型式5V5(アメリカ、カナダ)。キャストホイール仕様。国内仕様でいうXS650スペシャルシリーズにあたる。 |
| XS 650 SK Heritage Special | 5V5      | 5V5-100101                | 1982年8月～ 1983年7月  | 210 kg    | 11.5 L      | ニューヤマハブラック レガートマルーン                     | 車両型式5V5(アメリカ、カナダ)。キャストホイール仕様。国内仕様でいうXS650スペシャルシリーズにあたる。 |

## トリビア
- 初代スポーツ650XS-1を開発するにあたり、4ストローク650ccエンジンと並行して2ストローク２気筒650ccエンジンも開発されていた。しかし現地市場調査の結果や排気音などを考慮した結果、重量車には4ストロークに分があると判断され、このエンジンを搭載したマシンが日の目を見ることはなかった。フィンなどの計算を行う以前の段階では、スズキ・T500以上に大きなエンジンだったという。